# Enciclopédia Brasileira da Diáspora Africana
A Enciclopédia Brasileira da Diáspora Africana é um livro escrito por Nei Lopes e lançado pela Selo Negro Edições em 2004. Mais que a influência da África no Brasil, trata das semelhanças entre aquele continente e a história brasileira. Pelo seu pioneirismo quanto à história do povo afro-brasileiro, foi comparada por analogia à Encyclopédie (a obra do Iluminismo francês) em termos de legado para o antirracismo no Brasil.
A enciclopédia é resultado de anos de uma rigorosa pesquisa, contendo aproximadamente nove mil verbetes em um único volume, incluindo informações multidisciplinares do universo da cultura africana e afro-descendente. Contém biografias, vestuário, fatos históricos e contemporâneos, acidentes geográficos, flora e fauna, festas, instituições e idiomas.